# Villa Foscari
Villa Foscari, detta La Malcontenta, è una villa veneta progettata da Andrea Palladio nel 1559 a Malcontenta, località in prossimità di Mira nella provincia di Venezia, lungo il Naviglio del Brenta, per i fratelli Nicolò e Alvise Foscari, appartenenti a una delle famiglie più potenti della Repubblica di Venezia. La residenza ha un carattere maestoso, quasi regale, sconosciuto a tutte le altre ville palladiane, cui contribuisce la decorazione interna, opera di Giovanni Battista Zelotti e di Battista Franco.
La villa è stata inserita nel 1996 nella lista dei patrimoni dell'umanità dell'UNESCO, assieme alle altre ville palladiane del Veneto.

## Storia

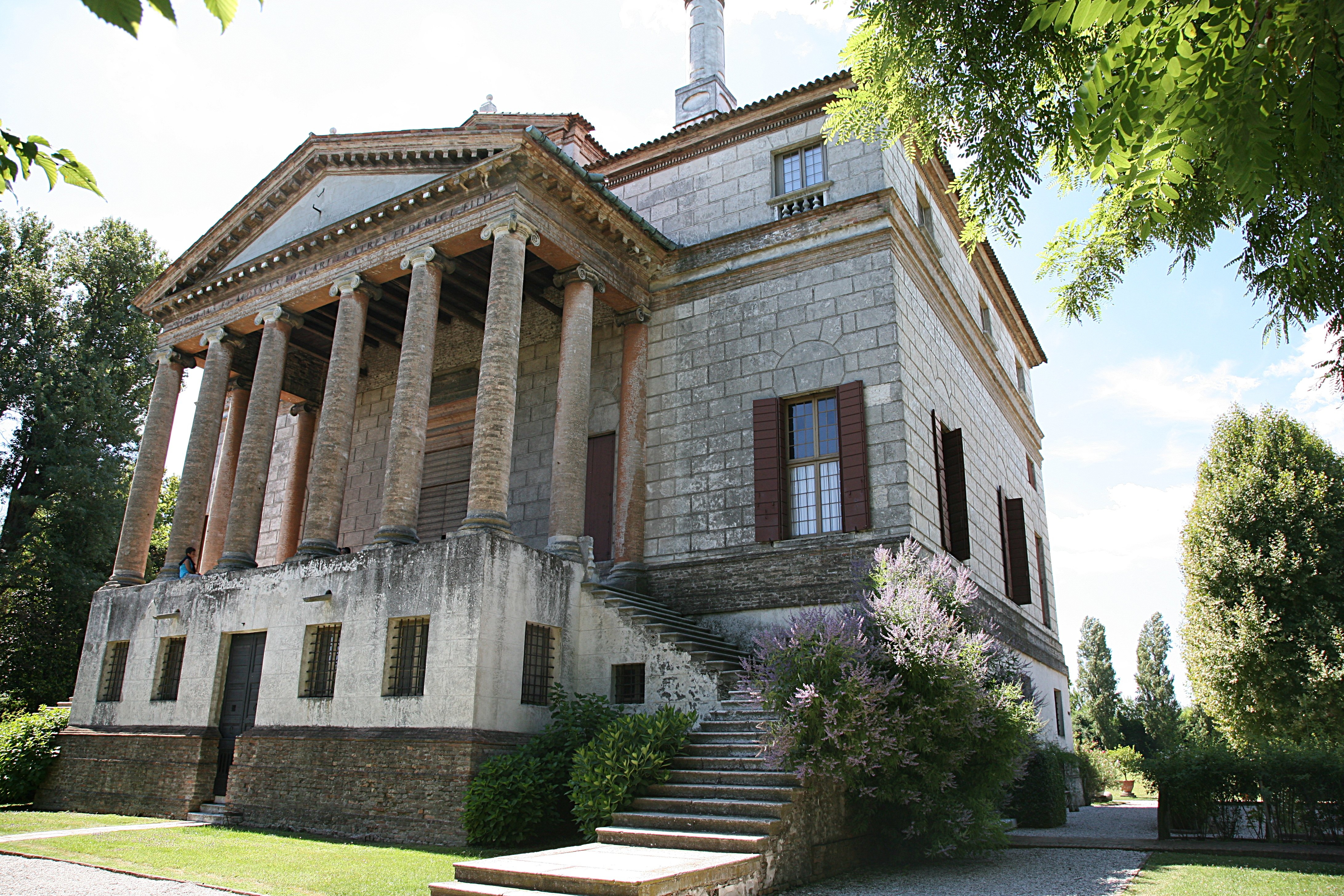
Una delle scalinate gemelle

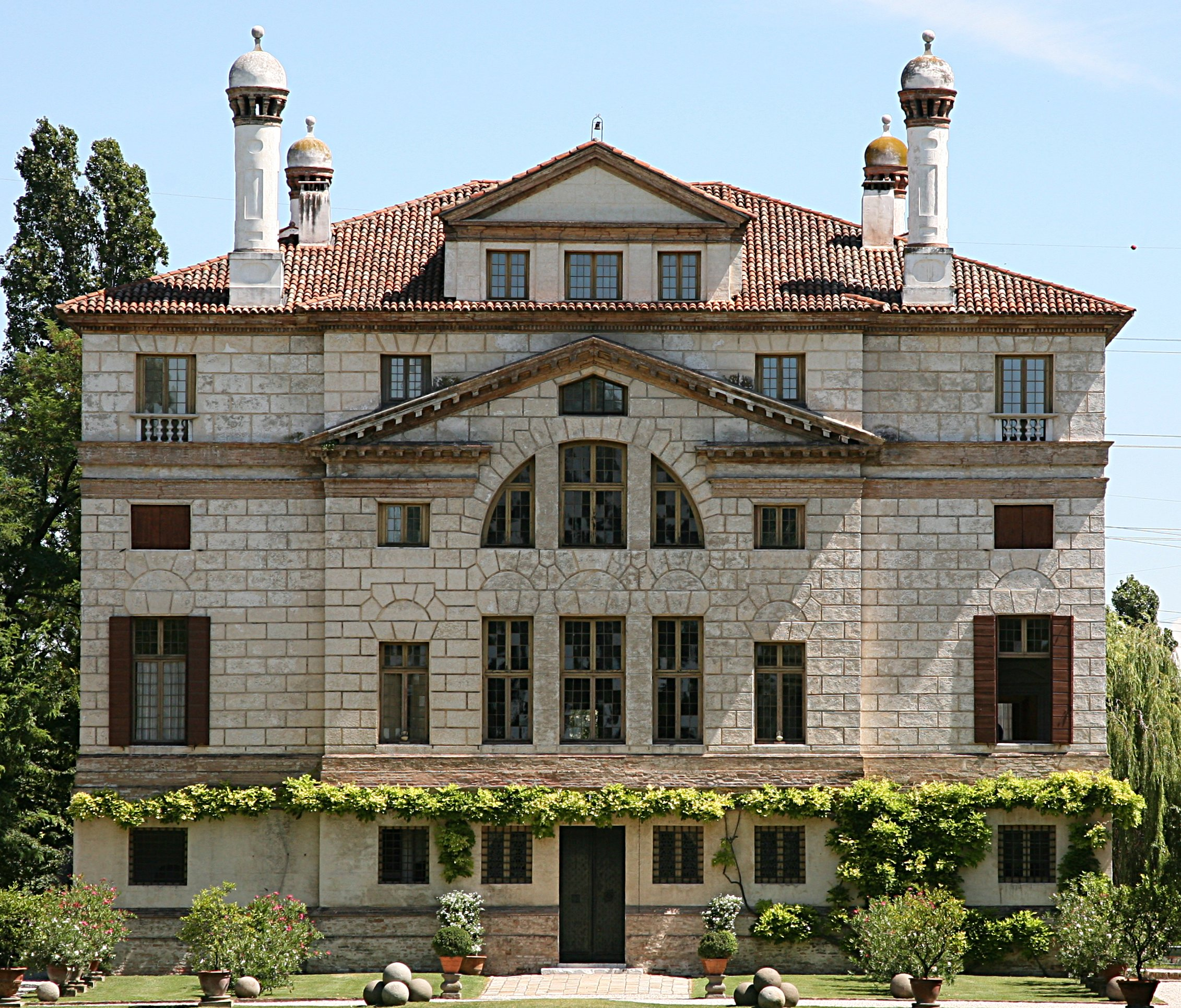
Prospetto posteriore

I Foscari cominciarono ad acquisire proprietà nella podesteria di Gambarare (entro la quale ricadeva anche la Malcontenta) a partire dalla prima metà del Cinquecento, quando i procuratori di San Marco misero all'asta le ex proprietà dei Valier
L'edificio, che sorge come blocco isolato e privo di annessi agricoli ai margini della Laguna lungo il fiume, fu voluto da Nicolò Foscari (proprietario della celebre Ca' Foscari sul Canal Grande), che intendeva realizzare non tanto una villa-fattoria, ma piuttosto una residenza suburbana, raggiungibile rapidamente in barca dal centro di Venezia grazie alla posizione presso la foce del Naviglio del Brenta. Il progetto fu affidato ad Andrea Palladio tra il 1556 e il 1559, o forse nel 1554 (manca una documentazione relativa); studi recenti hanno documentato un intervento dei Foscari a favore di Palladio per la progettazione di un altare per la chiesa di San Pantalon nel 1555, il che testimonierebbe un rapporto precedente alla progettazione della villa.
Nel 1560, nel pieno dei lavori, moriva Nicolò Foscari e il fratello Alvise si assunse l'onere di completarla. Nel 1561 Giambattista Zelotti e Battista Franco (morto in quell'anno lasciando incompiuta la Caduta dei Giganti) stavano ancora decorando le sale del piano nobile. Certamente l'edificio era già concluso nel 1566, quando fu visitato da Giorgio Vasari. Nel 1574 avvenne la memorabile visita di Enrico di Valois, che pochi mesi dopo divenne re di Francia.
Nei secoli successivi i Foscari acquisiscono ulteriori fondi nei dintorni, tant'è che nei pressi della villa sorsero diversi annessi adibiti a vari usi: stalle, barchesse, la casa del gastaldo, ma anche un traghetto, uno squero, una fornace, un'osteria; si aggiunsero poi una foresteria e varie case d'affitto che andarono a creare quasi un piccolo villaggio, la cosiddetta "piazza Foscari alla Malcontenta".
Ai primi dell'Ottocento, tuttavia, il palazzo era disabitato. Nei decenni successivi il complesso della "piazza" risultava in rovina e durante i moti del 1848 gli annessi furono smantellati dagli Austriaci. Fra il 1885 e il 1954 il panorama dell'area, su cui si affacciava la villa, era caratterizzato dalla presenza del binario e dei convogli della tranvia Padova-Malcontenta-Fusina.
La villa, entrata a far parte del vasto patrimonio immobiliare e fondiario del conte Lionello Hierschel de Minerbi, venne acquistata in seguito ad una lunga trattativa protrattasi tra il 1924 ed il 1926 da Albert (Bertie) Clinton Landsberg, con il supporto della mecenate Catherine d'Erlanger (moglie del banchiere Emile Beaumont d'Erlanger). La Malcontenta, fino ad allora adibita a magazzino agricolo, fu sottoposta a un primo, lungo restauro. La Villa diventa uno dei luoghi più ambiti dall'aristocrazia intellettuale del XX secolo: Sergej Djagilev, i ballerini Boris Kochno e Serge Lifar, Paul Morand, Le Corbusier, Winston Churchill, furono spesso ospiti. 
(Robert Byron La via per l'Oxiana, Parte I, "Venezia", Adelphi Milan 1993.)
Un secondo intervento fu attuato negli anni 1960 con la collaborazione dell'Ente Ville Venete. Nel 1973 la villa è tornata alla famiglia degli antichi proprietari, grazie all'acquisto da parte di Antonio "Tonci" Foscari, che la acquistò dall'architetto-barone inglese Claud Phillimore, al quale Landsberg l'aveva lasciata in eredità nel 1965. Nel 1996 è stata inserita nella lista dei patrimoni dell'umanità dell'UNESCO, assieme alle altre ville palladiane del Veneto.

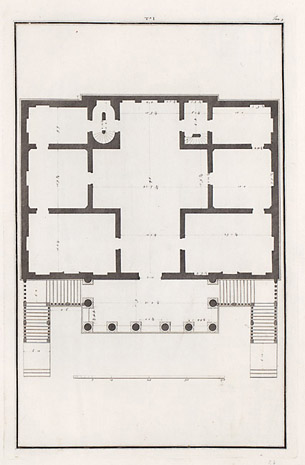
Pianta (Ottavio Bertotti Scamozzi, 1781)
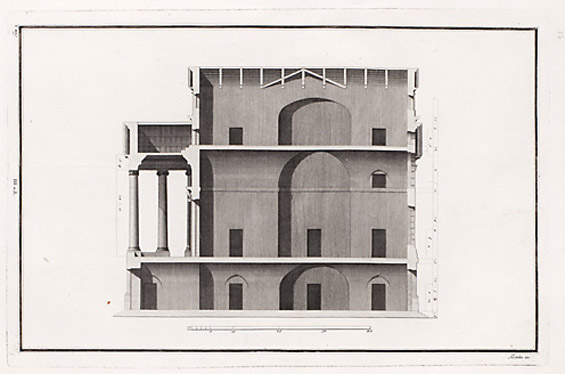
Sezione (Ottavio Bertotti Scamozzi, 1781)

## Descrizione
La villa sorge su un alto basamento, che separa il piano nobile dal suolo umido e conferisce magnificenza all'edificio, sollevato su un podio come un tempio antico. Nella villa convivono motivi derivanti dalla tradizione edilizia lagunare e insieme dall'architettura antica: come a Venezia, la facciata principale è rivolta verso l'acqua, ma il pronao ionico e le grandi scalinate hanno a modello il tempietto alle fonti del Clitumno, ben noto a Palladio. Le maestose rampe di accesso gemelle imponevano una sorta di percorso cerimoniale agli ospiti in visita: approdati davanti all'edificio, ascendevano verso il proprietario, che li attendeva al centro del pronao. La tradizionale soluzione palladiana di irrigidimento dei fianchi del pronao aggettante tramite tratti di muro viene sacrificata proprio per consentire l'innesto delle scale. Mancavano anche alberi e vegetazione di contorno, quindi la Malcontenta si imponeva ai suoi visitatori con tutta la maestosità del classico prospetto verso il Brenta.
La villa è una dimostrazione particolarmente efficace della maestria palladiana nell'ottenere effetti monumentali utilizzando materiali poveri, essenzialmente mattoni e intonaco. Come è ben visibile a causa del degrado delle superfici, tutta la villa è in mattoni, colonne comprese (tranne quegli elementi che è più agevole ricavare scolpendo la pietra: basi e capitelli), con un intonaco a marmorino che finge un paramento lapideo a bugnato gentile, sul modello di quello che compare talvolta sulla cella dei templi antichi.
La facciata posteriore è ritenuta uno degli esiti più alti fra le realizzazioni palladiane, con un sistema di forature che rende leggibile la disposizione interna; si pensi alla parete della grande sala centrale voltata, resa pressoché trasparente dalla finestra termale sovrapposta a una trifora. In quest'ultima è chiarissimo il rimando al prospetto di villa Madama di Raffaello, documentando così un debito di conoscenza che Palladio non ammetterà mai direttamente.

### Decorazione
La sontuosa decorazione interna della Malcontenta spettò a Giovanni Battista Zelotti e, in misura minore, a Battista Franco; i soggetti sono in maggioranza di carattere mitologico, secondo le consuetudini invalse nei cicli di ville dell'entroterra nel XVI secolo; un elemento peculiare è rappresentato dai rimandi ai famosi affreschi manieristici del Castello di Fontainebleau (sud-est di Parigi), voluti dal responsabile del programma iconografico, Vittore Grimani, colto amico dei Foscari e per anni residente presso la corte di Francia.

## La denominazione e la leggenda
Una leggenda vuole che la villa debba il soprannome di Malcontenta a una dama di casa Foscari, relegata tra le sue mura in solitudine a scontare la pena per la sua condotta licenziosa. Il mistero aleggia sulla storia della dama: si dice che ella visse in questo luogo i suoi ultimi trent'anni, mentre non fu mai vista uscire o affacciarsi dalle finestre. Il parco della villa era incolto e pieno di erbacce e rimane avvolto nel mistero il fatto di come la donna sia riuscita a sopravvivere. Nessuno le portò mai degli alimenti e nessuno visse mai con lei nella villa; su queste strane circostanze circolano ipotesi e aneddoti.
Ci sono però anche due versioni storiche:
- per la prima[7]: sembra che il luogo fosse così soprannominato già dal 1431, per ricordare lo scontento manifestato dagli abitanti di Padova e Piove di Sacco riguardo alla costruzione del Naviglio del Brenta;
- per la seconda[5]: ben trent'anni prima dell'atto di proprietà dei Foscari la zona si chiamava già Malcontenta, probabilmente da "Brenta mal contenuta", perché il fiume straripava spesso.